# Liste des UNESCO-Welterbes in Afrika
Auf dieser Seite sind nach Staaten geordnet die UNESCO-Welterbestätten in dem Kontinent Afrika aufgelistet. Ausführlichere Darstellungen mit Kurzbeschreibung und Bildern der Welterbestätten finden sich in den verlinkten Übersichtsartikeln zum Welterbe der einzelnen Staaten.
- Die Zahl am Anfang jeder Zeile bezeichnet das Aufnahmejahr der Stätte in die Welterbeliste.
- Stätten des Weltkulturerbes sind mit „K“ markiert, Stätten des Weltnaturerbes mit „N“, gemischte Stätten mit „K/N“.
- Welterbestätten, die die UNESCO als besonders gefährdet eingestuft und auf der Liste des gefährdeten Welterbes ("Rote Liste") eingetragen hat, sind zusätzlich mit einem „G“ gekennzeichnet.

## Ägypten
- 1979 – Memphis und seine Nekropole – die Pyramidenfelder von Gizeh bis Dahschur (K)
- 1979 – Antikes Theben und seine Totenstadt (K)
- 1979 – Nubische Denkmäler von Abu Simbel bis Philae (K)
- 1979 – Historisches Kairo (K)
- 1979 – Abu Mena (K)
- 2005 – Wadi al-Hitan (Tal der Wale) (N)

Ägypten hat auch eine Welterbestätte in Asien.

## Algerien
- 1980 – Kala’a Beni Hammad (K)
- 1982 – Tassili n’Ajjer (K)/N
- 1982 – Tal von M'zab (K)
- 1982 – Djémila (K)
- 1982 – Tipasa (K)
- 1982 – Timgad (K)
- 1992 – Kasbah von Algier (K)

## Angola
- 2017 – Mbanza Kongo, Relikte der Hauptstadt des ehemaligen Königreichs Kongo (K)

## Äthiopien
- 1978 – Felsenkirchen von Lalibela (K)
- 1978 – Nationalpark Simien (N)
- 1979 – Fasil Ghebbi in der Region Gondar (K)
- 1980 – Unteres Awash-Tal (K)
- 1980 – Tiya (K)
- 1980 – Aksum (K)
- 1980 – Unteres Omo-Tal (K)
- 2006 – Befestigte Altstadt von Harar Jugol (K)
- 2011 – Kulturlandschaft der Konso (K)

## Benin
- 1985 – Königspaläste von Abomey (K)
- 2017 – Nationalparkkomplex W-Arly-Pendjari (N, grenzübergreifend mit Burkina Faso und Niger)

## Botswana

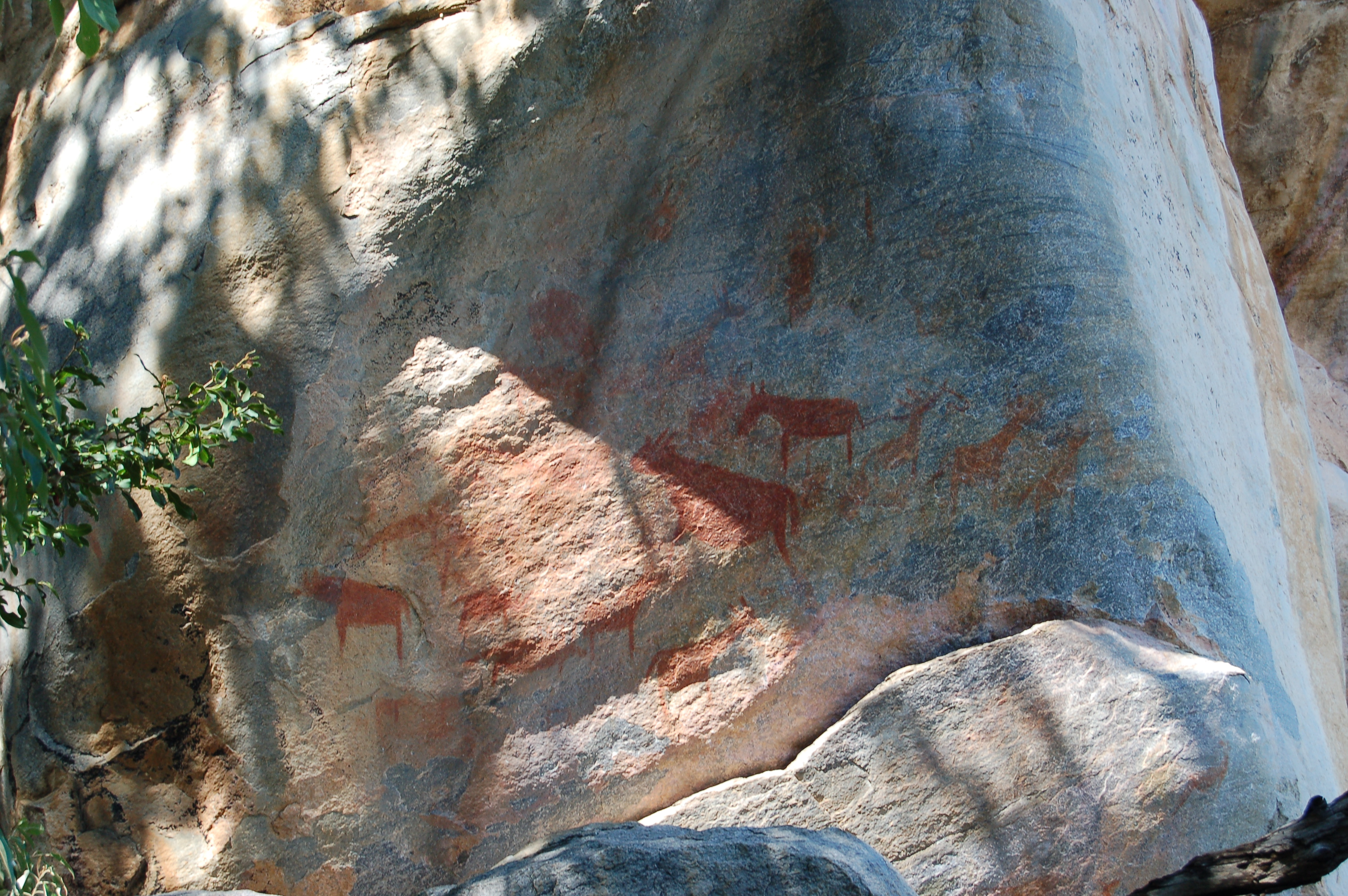
Felsmalereien in Tsodilo

- 2001 – Tsodilo (K)
- 2014 – Okavango-Delta (N)

## Burkina Faso
- 2009 – Ruinen von Loropéni (K)
- 2017 – Nationalparkkomplex W-Arly-Pendjari (N, grenzübergreifend mit Benin und Niger)
- 2019 – Historische Stätten der Eisenverhüttung (K)

## Elfenbeinküste

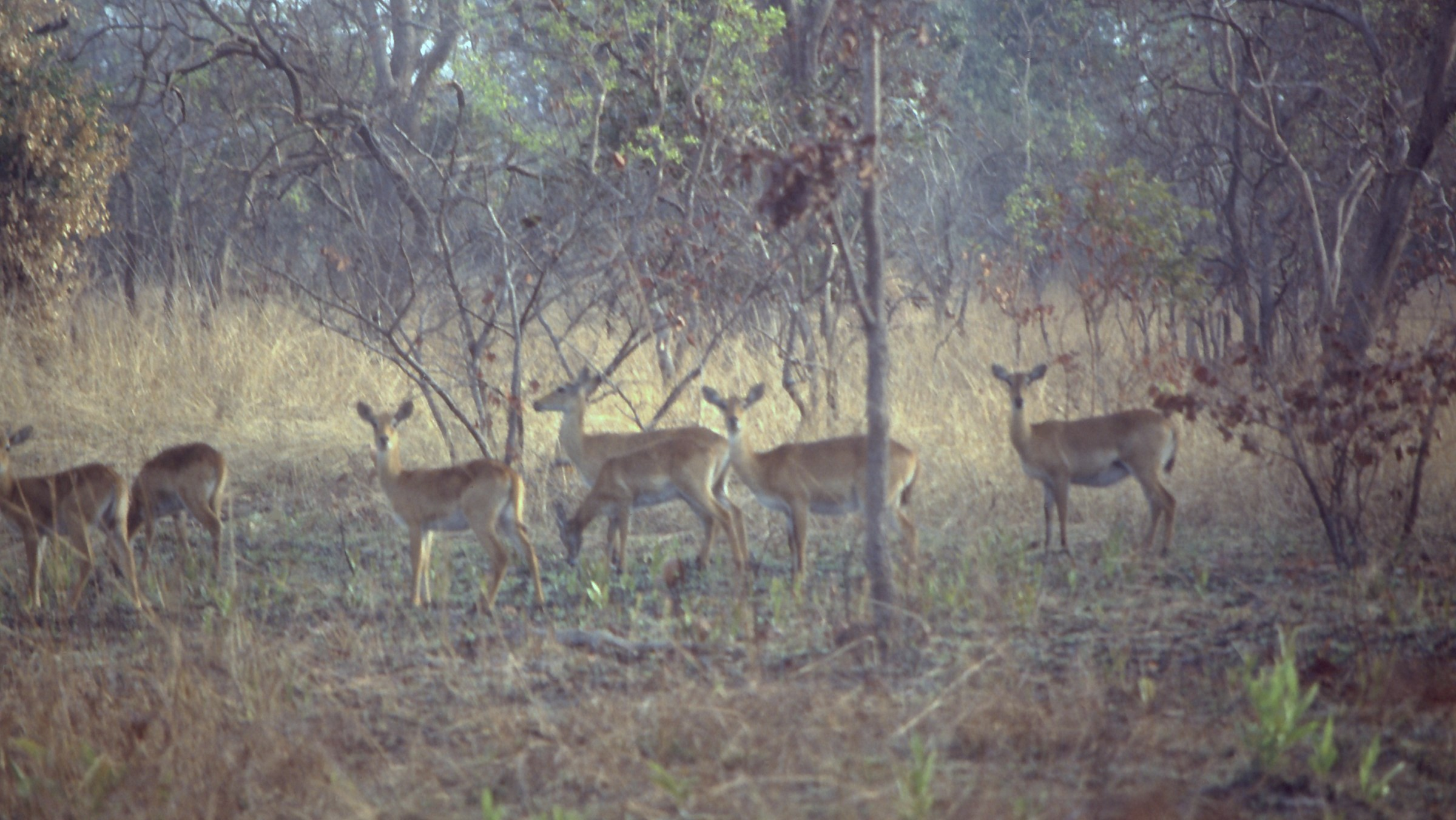
Antilopen im Nationalpark Comoé

- 1981 – Strenges Naturreservat Berg Nimba (N, G, grenzüberschreitend mit Guinea)
- 1982 – Nationalpark Taï (N)
- 1983 – Nationalpark Comoé (N)
- 2012 – Historische Stadt Grand-Bassam (K)
- 2021 – Moscheen im sudanesischen Stil im Norden der Elfenbeinküste (K)

## Eritrea
- 2017 – Asmara: Eine modernistische Stadt Afrikas (K)

## Frankreich
(Réunion)
- 2010 – Gipfel, Talkessel und Hänge der Insel La Réunion (N)

## Gabun

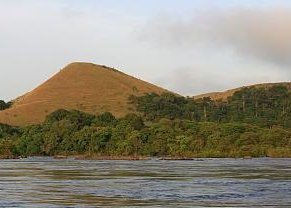
Landschaft im Lopé-Nationalpark

- 2007 – Ökosystem und Relikt-Kulturlandschaft von Lopé-Okanda (K/N)
- 2021 – Ivindo-Nationalpark (N)

## Gambia
- 2003 – Kunta Kinteh Island und zugehörige Stätten (K)
- 2006 – Senegambische Steinkreise (K, transnational mit Senegal)

## Ghana

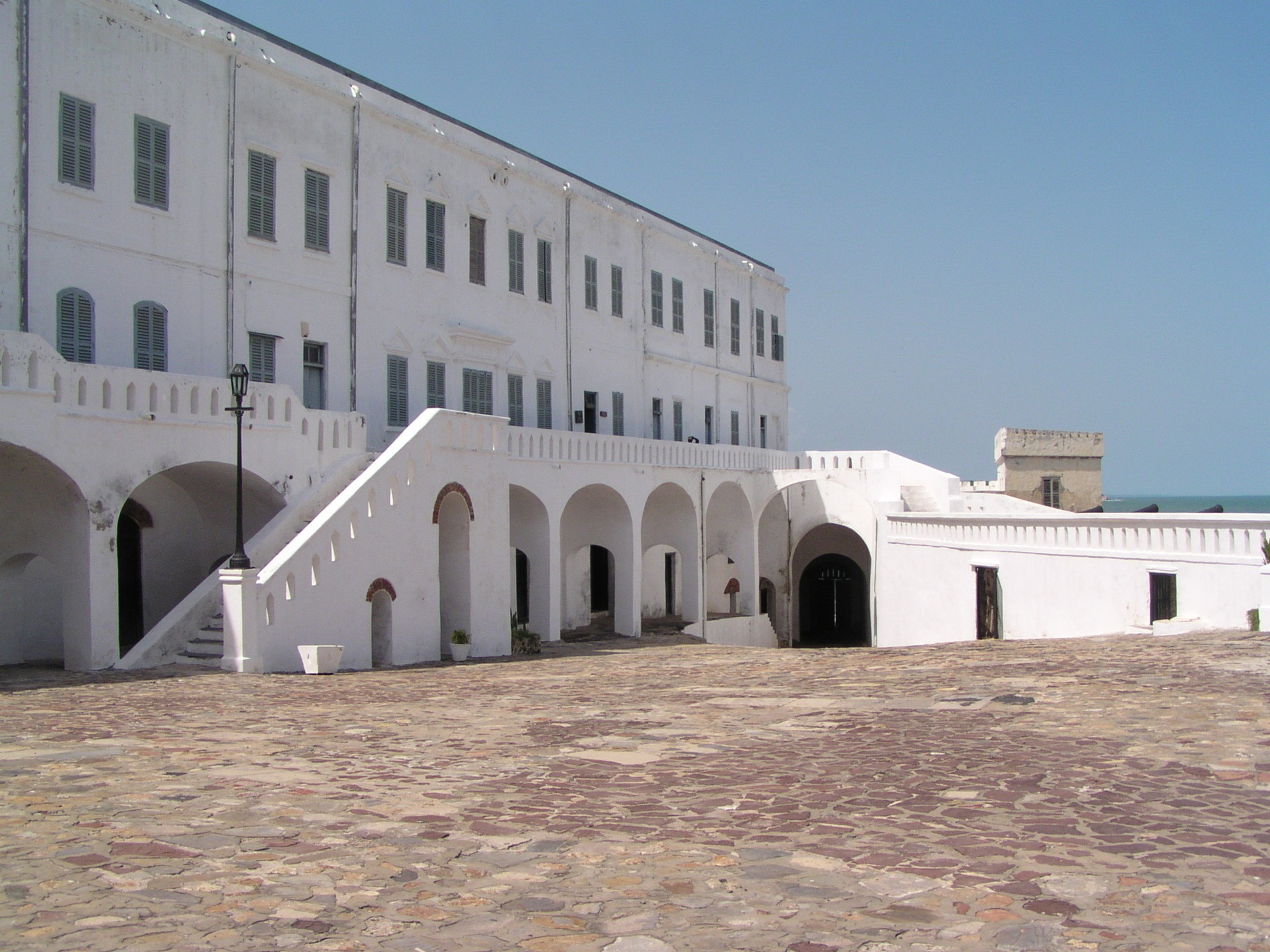
Cape Coast Castle

- 1979 – Festungen und Schlösser in der Volta, Greater Accra, Zentral- und Westregion (K)
- 1980 – Traditionelle Bauten der Aschanti (K)

## Guinea
- 1981 – Strenges Naturreservat Berg Nimba (N, G, grenzüberschreitend mit Elfenbeinküste)

## Jemen
- 2008 – Sokotra-Archipel (N)

Der Jemen hat auch Welterbestätten in Asien.

## Kamerun
- 1987 – Tierreservat Dja (N)

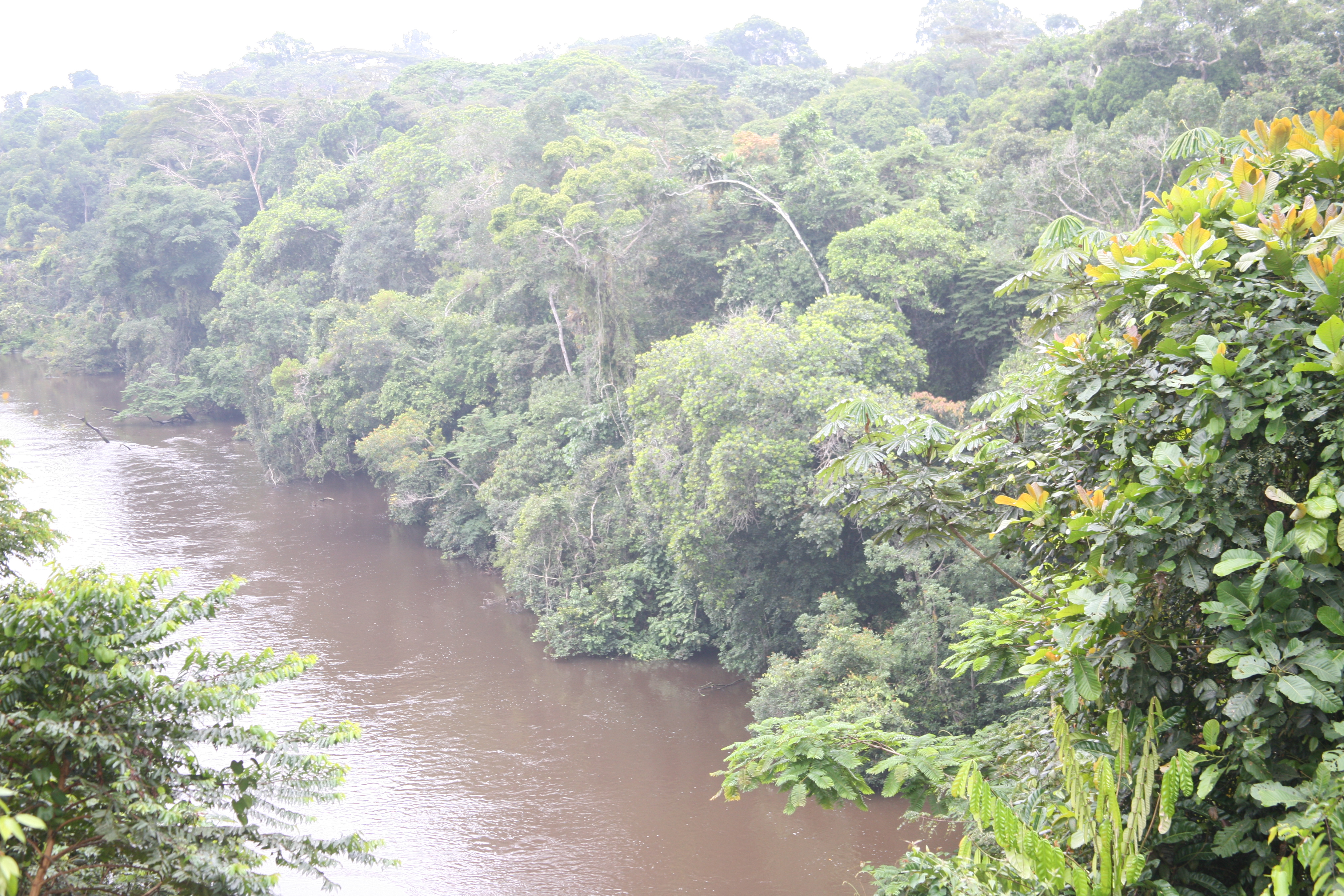
Der Fluss Dja bei Somalomo

- 2012 – Sangha Trinational (N, grenzüberschreitend mit der Republik Kongo und der Zentralafrikanischen Republik, umfasst in Kamerun den Lobéké-Nationalpark)

## Kap Verde
- 2009 – Cidade Velha, historisches Zentrum von Ribeira Grande (K)

## Kenia

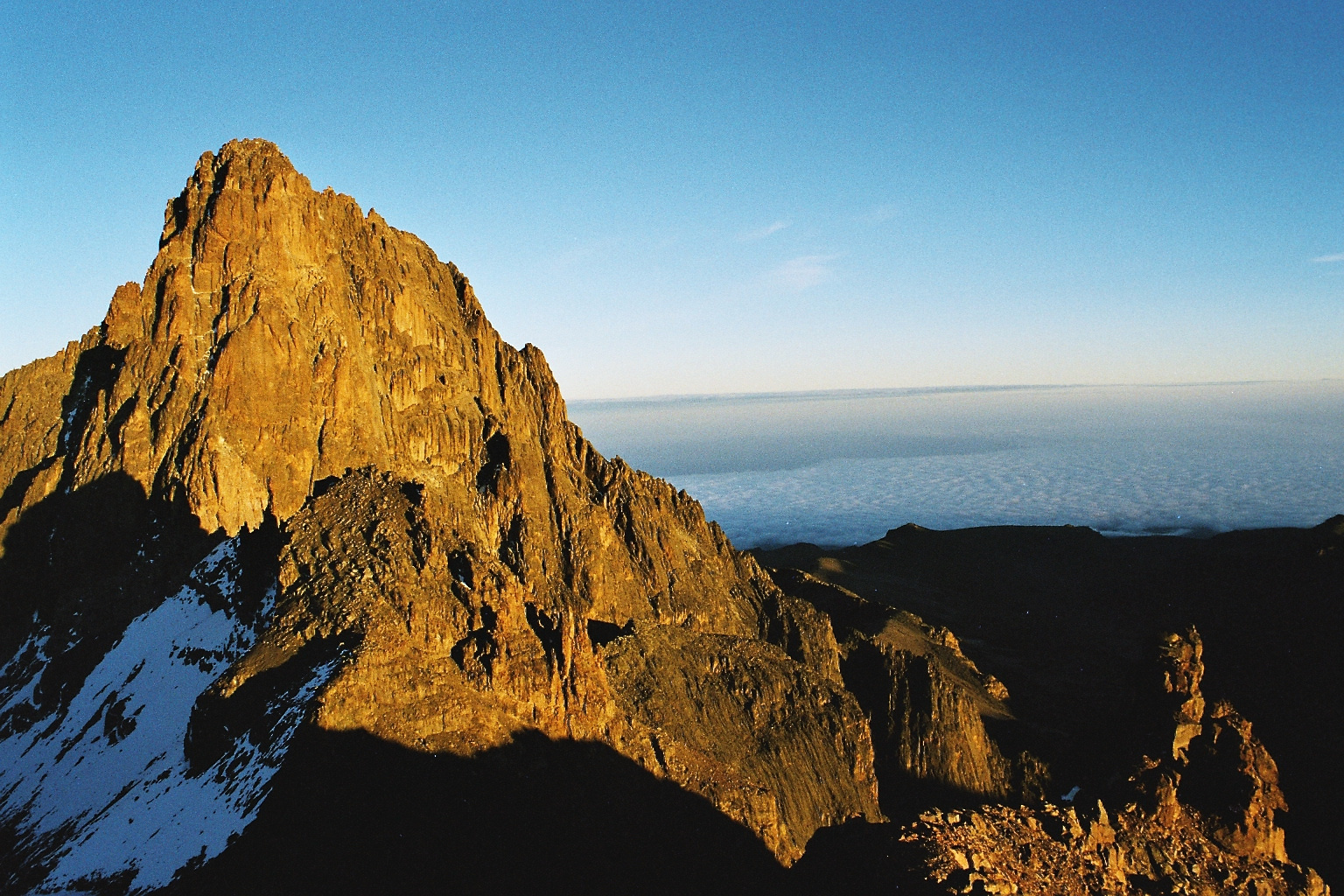
Mount Kenya

- 1997 – Nationalpark und Naturwald Mount Kenya (N)
- 1997 – Nationalparks am Turkana-See (N, G)
- 2001 – Altstadt von Lamu (K)
- 2008 – Heilige Kaya-Wälder der Mijikenda (K)
- 2011 – Kenianisches Seensystem im Great Rift Valley (N)
- 2011 – Fort Jesus in Mombasa (K)
- 2018 – Archäologische Stätte Thimlich Ohinga (K)

## Demokratische Republik Kongo

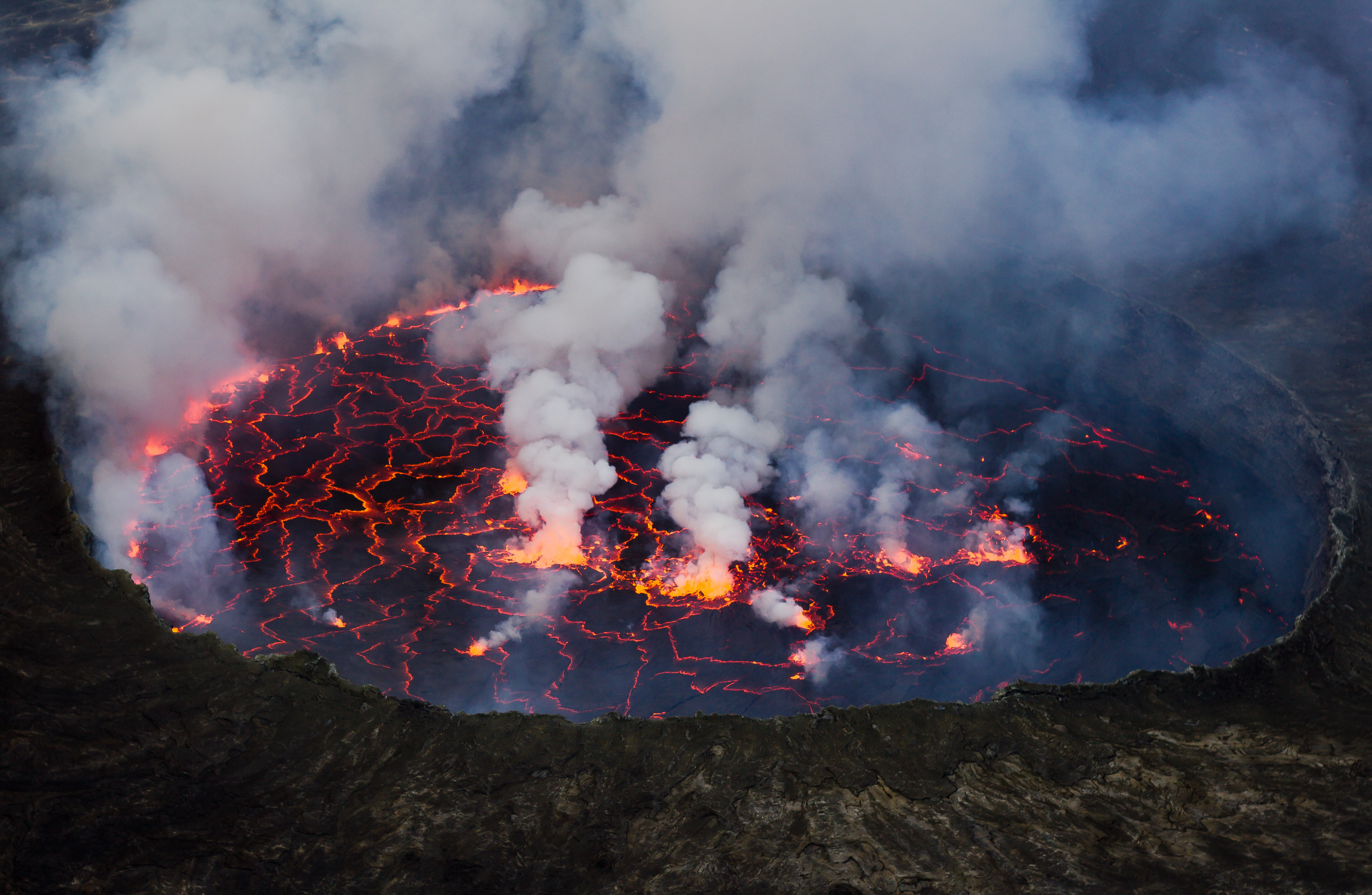
Lavasee Nyiragongo im Nationalpark Virunga

- 1979 – Nationalpark Virunga (N, G)
- 1980 – Nationalpark Garamba (N, G)
- 1980 – Nationalpark Kahuzi-Biéga (N, G)
- 1984 – Nationalpark Salonga (N)
- 1996 – Okapi-Wildtierreservat (N, G)

## Republik Kongo
- 2012 – Sangha Trinational (N, grenzüberschreitend mit Kamerun und der Zentralafrikanischen Republik, umfasst in der Republik Kongo den Nationalpark Nouabalé-Ndoki)

## Lesotho
- 2013 – Maloti-Drakensberg-Park (K/N, grenzüberschreitend mit Südafrika, umfasst in Lesotho den Sehlabathebe-Nationalpark)

## Libyen

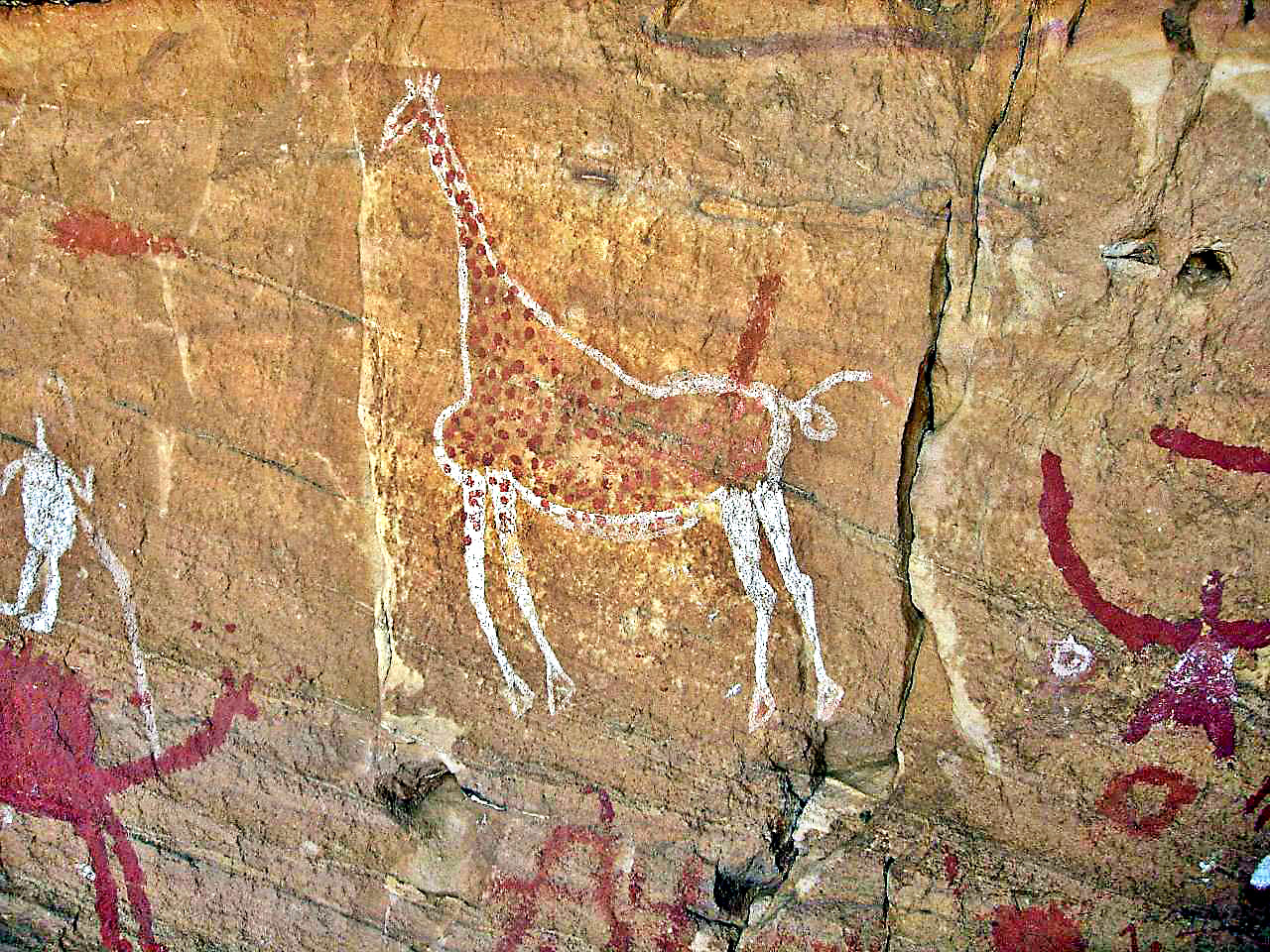
Felsmalerei im Tadrart Acacus

- 1982 – Ausgrabungsstätte von Leptis Magna (K, G)
- 1982 – Ausgrabungsstätte von Sabratha (K, G)
- 1982 – Ausgrabungsstätte von Kyrene (K, G)
- 1985 – Felsmalereien von Tadrart Acacus (K, G)
- 1986 – Altstadt von Ghadames (K)

## Madagaskar

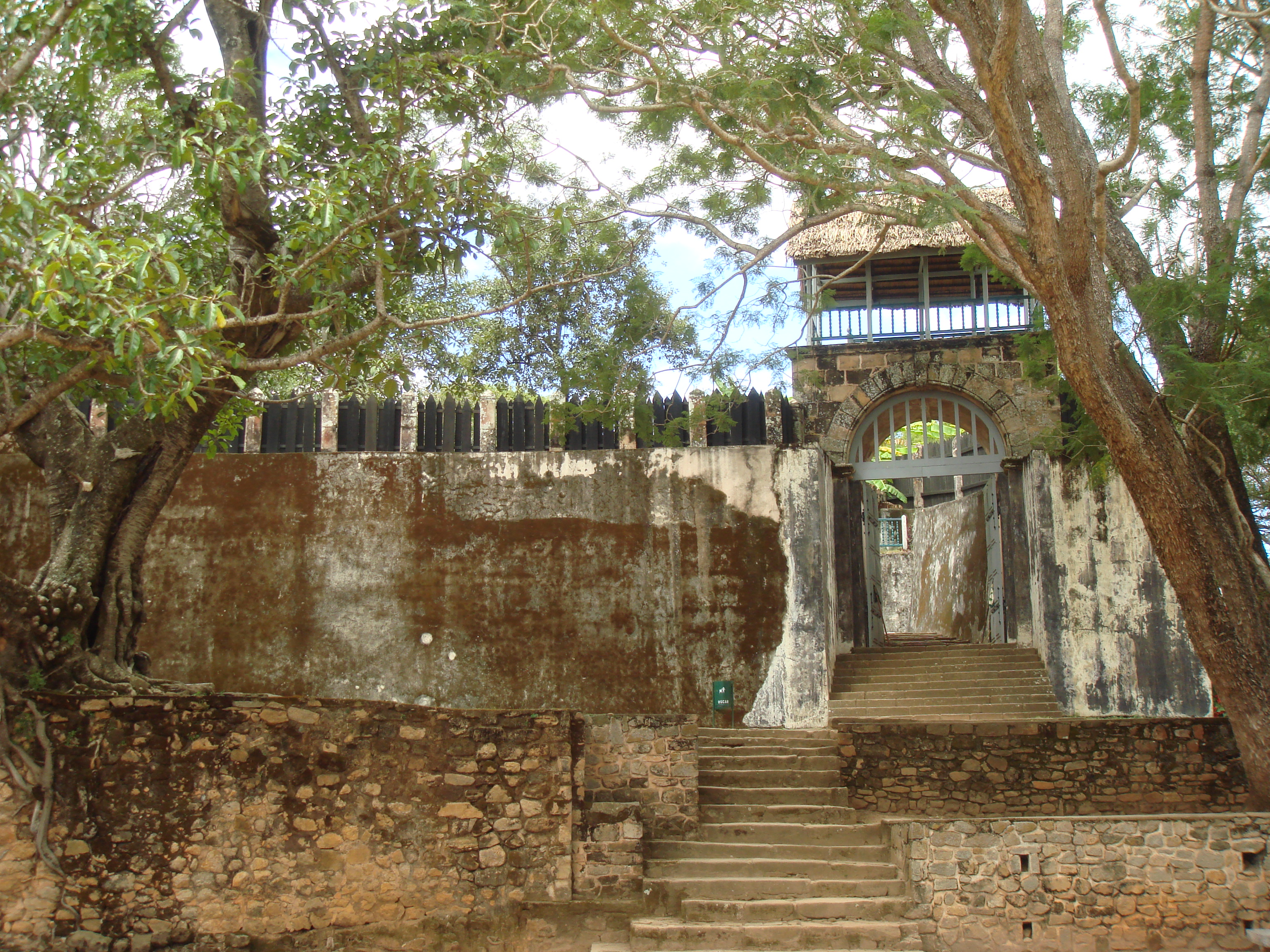
Königshügel von Ambohimanga

- 1990 – Strenges Naturreservat Tsingy de Bemaraha (N)
- 2001 – Königshügel von Ambohimanga (K)
- 2007 – Regenwälder von Atsinanana (N)

## Malawi
- 1984 – Malawisee-Nationalpark (N)
- 2006 – Felsbildkunst in Chongoni (K)

## Mali

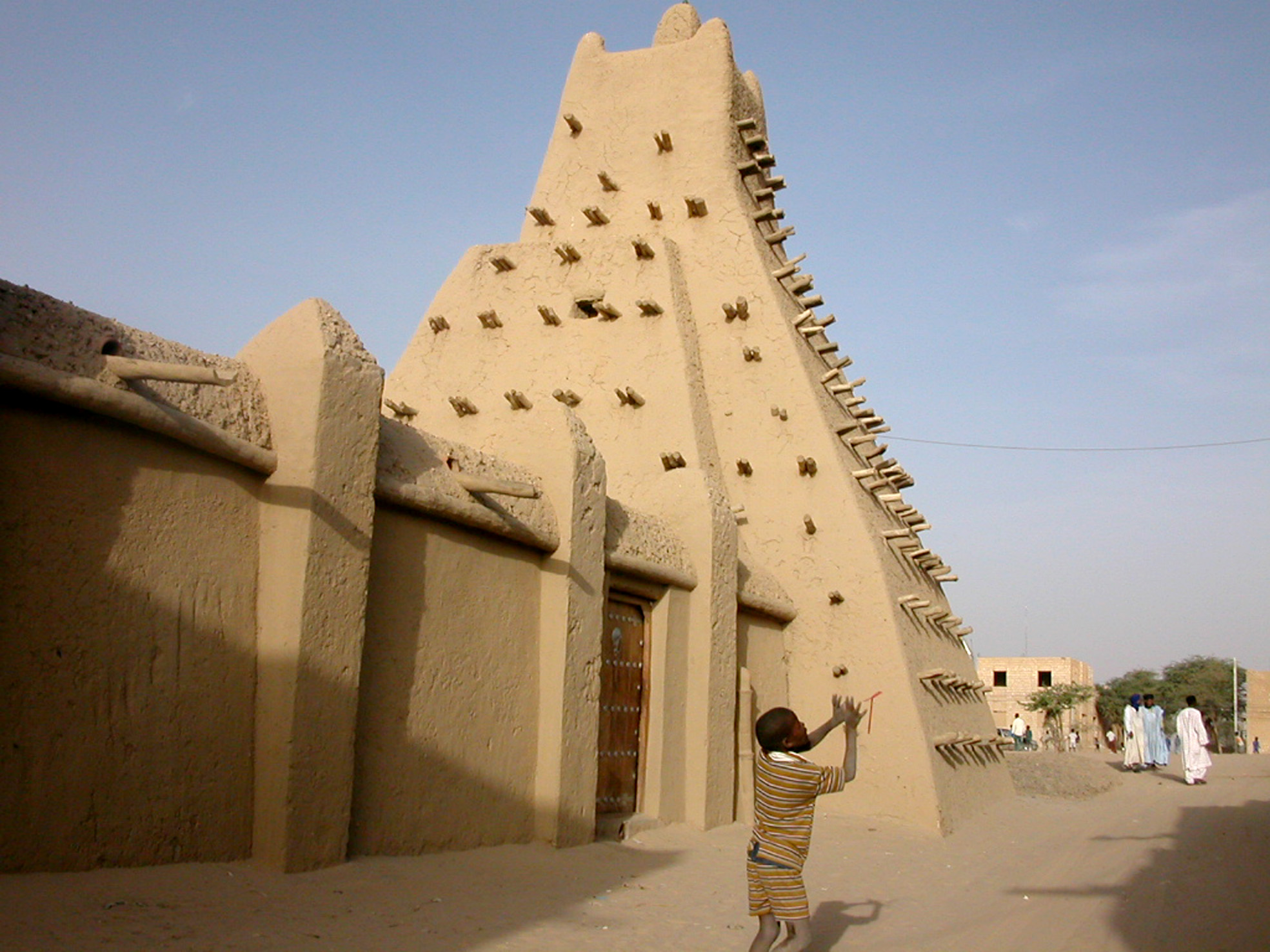
Sankóre-Moschee in Timbuktu

- 1988 – Altstädte von Djenné (K, G)
- 1988 – Timbuktu (K, G)
- 1989 – Felsen von Bandiagara (Land der Dogon) (K, N)
- 2004 – Grabmal von Askia (K, G)

## Marokko
- 1981 – Medina von Fès (K)

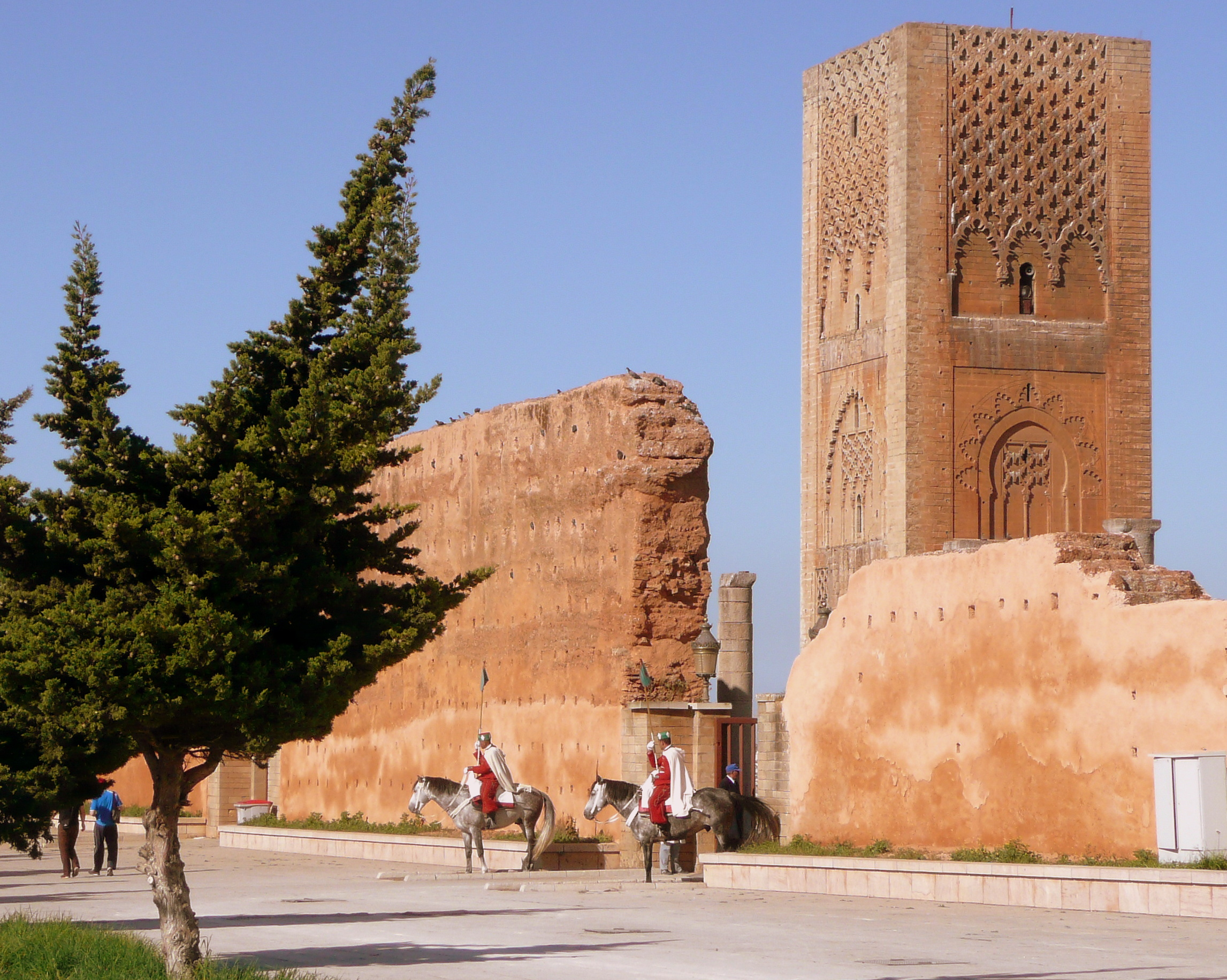
Hassan-Turm in Rabat

- 1985 – Medina von Marrakesch (1985)
- 1987 – Befestigte Stadt Aït-Ben-Haddou (K)
- 1996 – Historische Stadt von Meknès (K)
- 1997 – Ausgrabungsstätte Volubilis (K)
- 1997 – Medina von Tétouan (Titwan) (K)
- 2001 – Medina von Essaouira (Mogador) (K)
- 2004 – Portugiesische Stadt Mazagan (El Jadida) (K)
- 2012 – Rabat, moderne Hauptstadt und historische Stadt: ein gemeinsames Erbe (K)

## Mauretanien
- 1989 – Nationalpark Banc d’Arguin (N)
- 1996 – Antike Ksur von Ouadane, Chinguetti, Tichitt und Oualata (K)

## Mauritius
- 2006 – Aapravasi Ghat (K)
- 2008 – Kulturlandschaft Le Morne (K)

## Mosambik
- 1991 – Mosambikinsel (K)

## Namibia
ǀUi-ǁaes

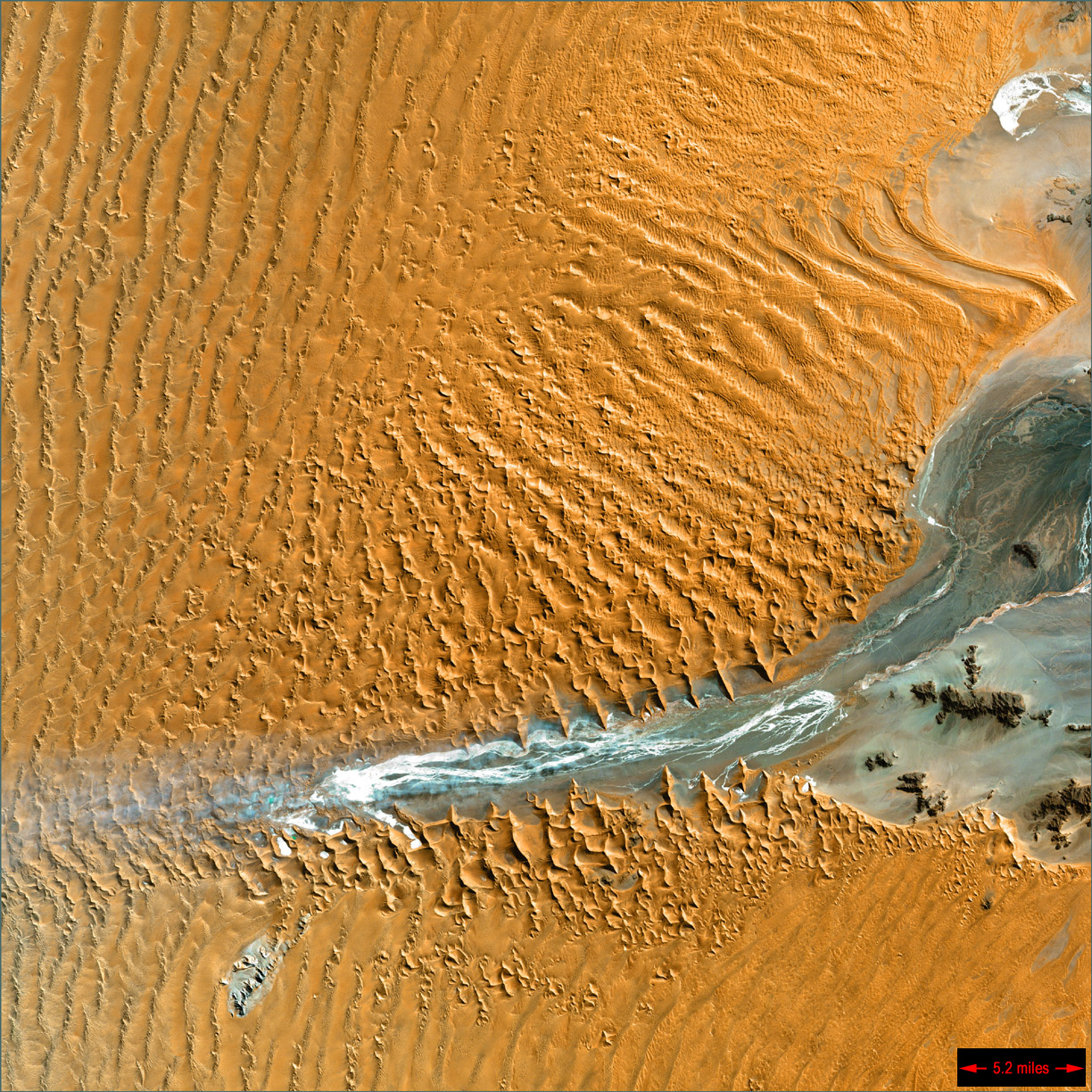
Satellitenbild der Namib-Wüste

- 2007 – Twyfelfontein oder ǀUi-ǁaes (K)
- 2013 – Namib-Sandmeer (N)

## Niger
- 1991 – Naturreservate Aïr und Ténéré (N, G)
- 1996 – Nationalparkkomplex W-Arly-Pendjari (N, grenzübergreifend mit Benin und Burkina Faso)
- 2013 – Historisches Zentrum von Agadez (K)

## Nigeria
- 1999 – Kulturlandschaft von Sukur (K)
- 2005 – Heiliger Hain der Göttin Oshun in Oshogbo (K)

## Sambia
- 1989 – Mosi-oa-Tunya / Victoria-Fälle (N, grenzüberschreitend mit Simbabwe)

## Senegal
- 1978 – Insel Gorée (K)

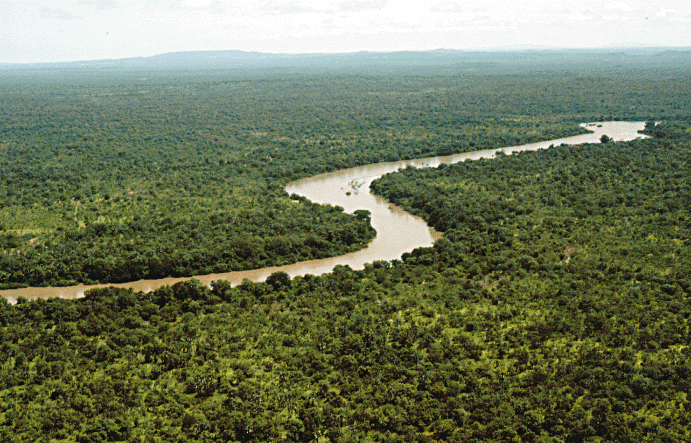
Der Gambia-Fluss im Nationalpark Niokolo-Koba

- 1981 – Nationales Vogelschutzgebiet Djoudj (N)
- 1981 – Nationalpark Niokolo-Koba (N, G)
- 2000 – Insel von Saint-Louis (K)
- 2006 – Senegambische Steinkreise (K, transnational mit Gambia)
- 2011 – Saloum-Delta (K)
- 2012 – Bassari-Land: Kulturlandschaften der Bassari, Fula und Bedik (K)

## Seychellen
- 1982 – Aldabra-Atoll (N)
- 1983 – Naturreservat Vallée de Mai (N)

## Simbabwe
- 1984 – Mana-Pools-Nationalpark, Safarigebiete Sapi und Chewore (N)
- 1988 – Nationaldenkmal Groß-Simbabwe (K)
- 1988 – Nationaldenkmal Ruinen von Khami (K)
- 1989 – Mosi-oa-Tunya / Victoria-Fälle (N, grenzüberschreitend mit Sambia)
- 2003 – Matobo-Berge (K)

## Südafrika

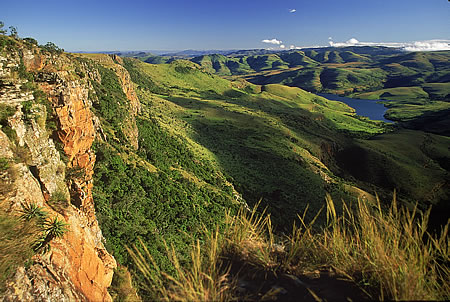
Drakensberge

- 1999 – ISimangaliso-Wetland-Park (N)
- 1999 – Robben Island (K)
- 1999 – Fundstätten fossiler Hominiden in Südafrika (K)
- 2000 – Maloti-Drakensberg-Park (K, N, grenzüberschreitend mit Lesotho)
- 2003 – Kulturlandschaft Mapungubwe (K)
- 2004 – Schutzgebiete der Region Cape Floral (N)
- 2005 – Vredefort Dome (N)
- 2007 – Kultur- und Pflanzenlandschaft Richtersveld (K)
- 2017 – Kulturlandschaft der Khomani (K)
- 2018 – Barberton Mountain Land / Barberton Greenstone Belt / Makhonjwa Mountains (N)

## Sudan

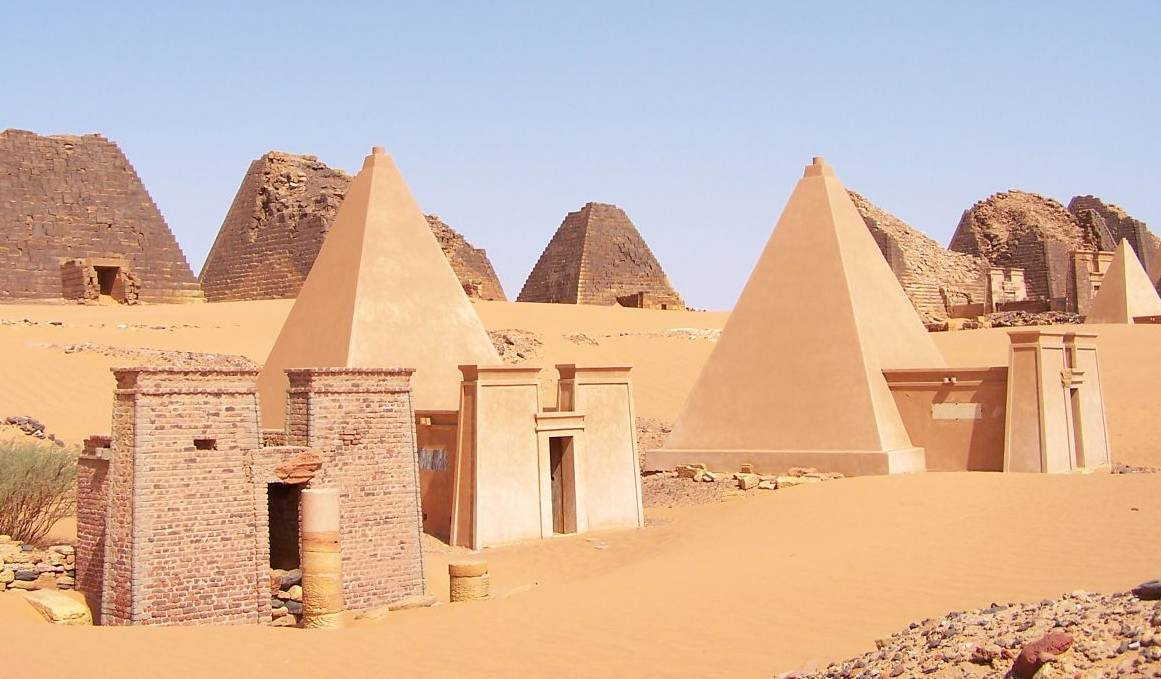
Pyramiden von Meroe

- 2003 – Gebel Barkal und die Stätten der Napata-Region (K)
- 2011 – Archäologische Stätten der Insel Meroe (K)
- 2016 – Meeres-Nationalpark Sanganeb-Atoll und Meeres-Nationalpark Dungonab-Bucht – Insel Mukkawar (N)

## Tansania

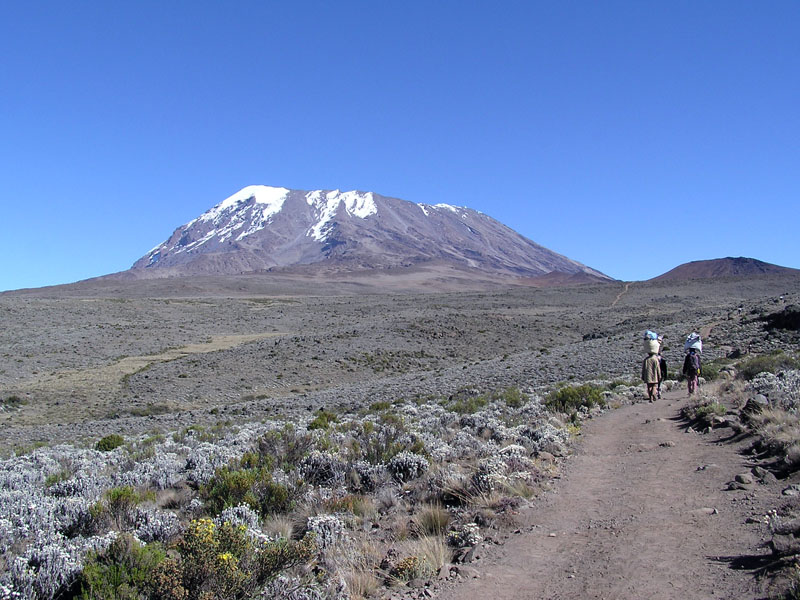
Gipfel des Kibo im Kilimandscharo-Nationalpark

- 1979 – Schutzgebiet Ngorongoro (K, N)
- 1979 – Nationalpark Serengeti (N)
- 1981 – Ruinen von Kilwa Kisiwani und Songo Mnara (K)
- 1982 – Wildreservat Selous (N, G)
- 1987 – Nationalpark Kilimandscharo (N)
- 2000 – Steinerne Stadt von Sansibar (K)
- 2006 – Stätten der Felsbildkunst in Kondoa (K)

## Togo
- 2004 – Koutammakou – Land der Batammariba (K)

## Tschad
- 2012 – Seen von Ounianga (N)
- 2016 – Ennedi-Massiv: Natur- und Kulturlandschaft (K/N)

## Tunesien
- 1979 – Medina von Tunis (K)

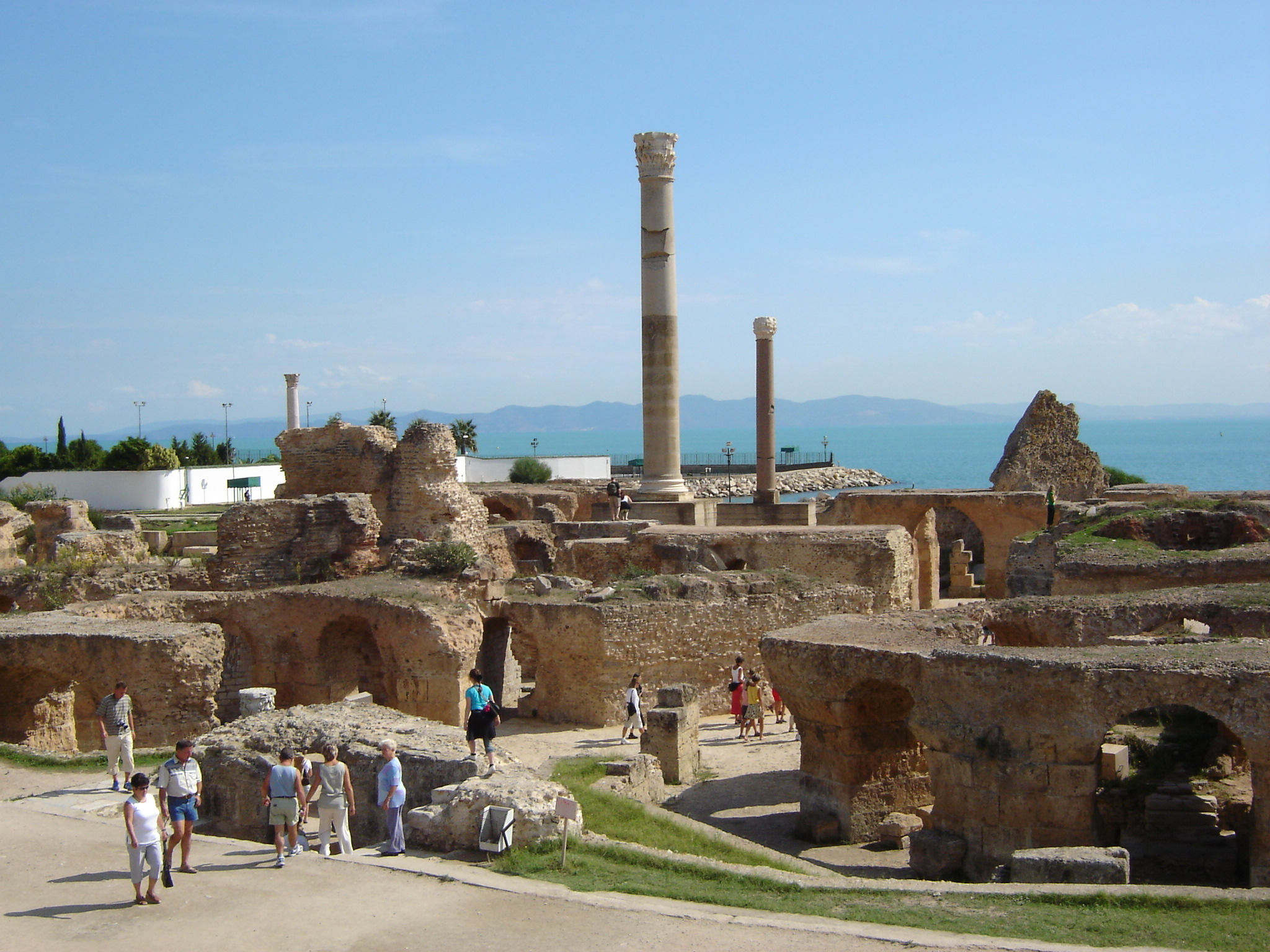
Archäologische Stätte von Karthago

- 1979 – Archäologische Stätte von Karthago (K)
- 1979 – Amphitheater von El Djem (K)
- 1980 – Nationalpark Ichkeul (N)
- 1985 – Punische Stadt Kerkouane und ihre Nekropole (K)
- 1988 – Medina von Sousse (K)
- 1988 – Kairouan (K)
- 1997 – Dougga / Thugga (K)

## Uganda
- 1994 – Nationalpark Bwindi-Urwald (N)
- 1994 – Nationalpark Ruwenzori-Gebirge (N)
- 2001 – Gräber der Buganda-Könige in Kasubi (K)

## Zentralafrikanische Republik
- 1988 – Nationalpark Manovo-Gounda Saint Floris (N, G)
- 2012 – Sangha Trinational (N, grenzüberschreitend mit Kamerun und der Republik Kongo, umfasst in der Zentralafrikanischen Republik den Dzanga-Ndoki-Nationalpark)